# Манко Капак
Ма́нко Ка́пак (кечуа Manqu Qhapaq или Manku Qhapaq, исп. Manco Cápac) — первый Инка, основатель государства инков — Тауантинсуйу.
Согласно некоторым инкским легендам, был сыном бога Солнца Инти и богини Луны Килья и был послан своим отцом на Землю, чтобы спасти людей от дикости и варварства, научить земледелию и ремёслам и утвердить культ «подлинных» богов: Солнца, Луны и Пачакамака — «создателя мира».

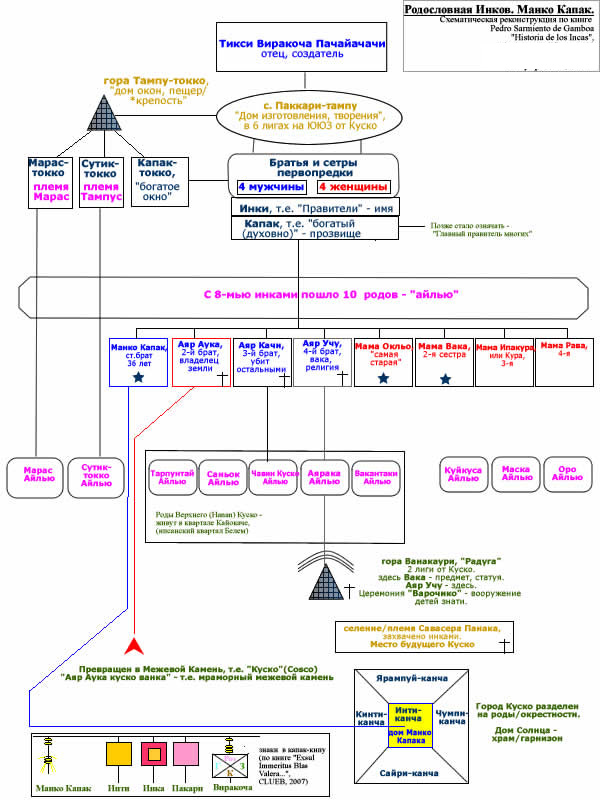
Сарьменто де Гамбоа, Манко Капак.

Согласно испанскому хронисту Педро Сармьенто де Гамбоа (это лишь одна из многих версий), Манко Капак, сын Тикси Виракоча Пачаячачик (отец, создатель), вышел из горы Тампу-токко (дом окон, пещер; крепость) в селении Паккаритампу (дом изготовления, творения — в 6 лигах от Куско) вместе с братьями и сестрами. Всего с восемью инками пошло 10 родов — «Айлью»: Марас, Сутик-токко, Куйкуса, Маска, Оро, Тарпунтай, Саньок, Чавин Куско, Аярака, Вакантаки (пять последних принадлежали к Верхнему Куско после реформы Пачакутека). Одним из братьев был Аяр Аука, превращенный в камень в районе будущего Куско. Имя этого города переводилось как «Межевой камень», поскольку существовала пословица «Аяр Аука куско ванка» — то есть мраморный межевой камень. На месте будущей столицы Инков уже существовало поселение (или племя) Савасера Панака. Селение было уничтожено. Сам город был разделен на роды/окрестности: Ярампуй Канча, Кинти-канча, Чумпи-канча, Сайри-канча. В центре находилось — Интиканча (дом Солнца — «храм, гарнизон»), внутри которого размещался дом Манко Капака.
По легендам, Манко Капак управлял государством около сорока лет, ввел свод законов, и как считается, отменил человеческие жертвоприношения. Был женат на своей сестре Оклло и имел от неё сына Синчи Рока, который стал следующим Инкой. Полагают, что Манко Капак правил примерно до 1230 года, хотя некоторые историки относят его смерть к 1107 году.
В честь сестры и жены Манко Капака Оклло был назван астероид (475) Оклло, открытый в 1901 году.